# 39814 Christianlegrand
39814 Christianlegrand este o planetă minoră (asteroid), cu un diametru de 3,313 km, din centura de asteroizi. A fost descoperită pe 7 decembrie 1997 la centre de recherches en géodynamique et astrométrie⁠(d) de OCA-DLR Asteroid Survey⁠(d). 
Obiectul prezintă o orbită caracterizată de o semiaxă mare de 2,5400508 UAi, o excentricitate de 0,2, o înclinație de 7,00034 ° în raport cu ecliptica.